# 9908 Aue
9908 Aue là một tiểu hành tinh vành đai chính. Nó quay quanh Mặt Trời mỗi 4.94 năm. It has been identified as a member thuộc Koronis family of asteroids.
Được phát hiện ngày 25 tháng 3 năm 1971 bởi Cornelis Johannes van Houten và Ingrid van Houten-Groeneveld ngày photographic plates taken bởi Tom Gehrels ở Đài thiên văn Palomar using Samuel Oschin telescope, tên chỉ định của nó là "2140 T-1". It was later renamed "Aue" after Hartmann von Aue, a German poet và participant ở Third Crusade.